# Protumađarske demonstracije u Hrvatskoj 1883.
Protumađarske demonstracije u Hrvatskoj 1883. bile su skup protumađarskih manifestacija u Kraljevini Hrvatskoj i Slavoniji, koje su izbile zbog višegodišnje agresivne politike mađarizacije, degradiranja i gospodarsko-politikog podčinjavanja Hrvatske, financijske eksploatacije Hrvatske koja je zaostajale prema Mađarskoj koja se je gospodarski uzdizala, nepravednosti iz austro-ugarske i hrvatsko-ugarske nagodbe, a koje su kulminirale nakon postavljanja dvojezičnih Davidovih tabli na državnim uredima.

## Nacionalno-jezični korijeni
Situacija se zakuhavala više desetljeća, a pitanje hrvatskog jezika diglo je narod na noge. Počelo je 1880. kad je Antal Dávid smijenio financijskog ravnatelja za Hrvatsku Ivana Bartolovića i k tome pokrenuo mađarizacijske programe u prosvjeti te iste godine, otvorivši t.zv. Davidovu školu za učenje mađarskog jezika. Hrvatske su oporbene stranke pobijesnile, a Narodna se stranka raskolila.
Zagrepčani su 15. kolovoza 1883. srušili te table i organizirali prosvjede protiv Ugarske i mađarona. Nemiri su se proširili na druge gradove i sela.

## Socijalni korijeni
Istovremeno se pojavio protumađarski narodni pokret koji je počeo usporedno s nemirima i demonstracijama iz kolovoza i rujna 1883. godine. Nemiri i bune zahvatili su sela u Zagorju, Prigorju i bivšoj Banskoj krajini. Nemiri su posebice bili u varaždinskoj i zagrebačkoj županiji. Nemirima su pridonijele elementarne nepogode (krupe, mrazovi, povodnji) koje su ugrozile žetve i berbe, stalni život na rubu izgladnjelosti, usitnjene čestice na kojima se nije mogla razviti intenzivnija proizvodnja ni za vlastite sve veće potrebe a kamoli za tržište, nemogućnost unaprjeđenja proizvodnje, a neke su krajeve pogađale prave pojave gladi. Hrvatsku su potresale teške posljedice poljodjelske krize koja je počela 1870-ih a potrajala je sve do 1890-ih. Neprestano su uvođeni novi porezi (državni i mjesni), zadržala su se stara feudalna davanja, obvezne javne radnje, raspadale su se tradicijske seoske zadruge, naglo su se mijenjali zemljišno-posjedovni odnosi, zemljišna dioba sprovođena je potajice, što je rađalo zbrke, probleme pri prikupljanju poreza, česte ovršne dražbe, sudske globe, uzimalo se i zadnji posjed seljaku, bila je neuredna porezna evidencija zbog čega su se događala višestruka utjerivanja za isti dug. Nisu niti smjeli iseliti iz kraja gdje je život postao nemoguć, a nikako doći do pravde. Sveopća neimaština, bijeda samo je podizalo nezadovoljstvo seljaka, osobito u Zagorju. Prenaseljenost i stalna pauperizacija podgrijavali su stari jezgru čestih uzroka nezadovoljstva i pobuna. U narodu se ćutila ogorčenost i zdvojnost, a nakon micanja Davidovih tabla uzavrjele su se mase sve više protumađarski usmjeravale. Razlog je bio što su općine svojim autonomnim prihodima jamčile porezne prihode financijalnom ravnateljstvu, a njemu je na čelu bio Mađar koji je agresivno sprovodio mađarizacijsku politiku. Svi ovršni troškovi i pronevjere završavali su na seljacima kao dodatno breme već očajnom životu. Seljaci su zbog takvih odnosa smatrali da porezne obveze ne idu hrvatskoj nego ugarskoj vladi. Krivce za sve nove i znatno povišene poreze nalazili su u Mađarima i mađarskim pomagačima u Hrvatskoj - mađaronima. Priprosti puk je tako u nemirima uništavao sve mađarskoj u vjeri da će na taj način riješiti se svega u svezi s omraženom Ugarskom, i Mađara, i mađarskih grbova, poreza, željeznica i mađarskog jezika.
U krajevima gdje su korijeni bili socijalne naravi, dodala se opća politizacija i revolucioniranje seljaštva koje je samo čekalo prigodu, povod za udariti na "pandure, bilježnike, načelnike, na porezne i ovršne organe, na lihvare i trgovce, na izborne korteše, na mađarone i Mađare za koje su opravdano držali da su krivi za njihovu bijedu". U seljaka su se budile puntarske tradicije, sjećanja na Gubčevu bunu. Pravaši su bili ti koji su posebno poticali zagorsku puntariju, s time da su je usmjerili ka borbi za nacionalna prava, a manje prema socijalnim olakšicama. Staru borbu protiv vlastele zamijenili su borbom protiv Mađara i mađarona, a u potonje je narod smatrao i vladajuću Narodnu stranku. Seljački nemiri izbili su u stubičkom kraju (26. kolovoza u donjostubičkom kotaru u Mariji Bistrici, pa se proširili na Gornnju Stubicu, uslijedili su nemiri oko Zlatara, Krapinskih Toplica, Krapine, Ivanca, N. Marofa, kašinske općine itd.) 11 dana nakon zbacivanja nametnutih dvojezičnih grbova u Zagrebu i odmah nakon zbacivanja istih grbova u Karlovcu, Senju (v. i Novoj Gradišci. Seljački su se nemiri proširili po Prigorju, Banskoj i Vojnoj krajini. Seljačkim nemiri se nisu razvili u pravu seljačku bunu, iako su ponegedje počeli oštrim oružanim istupima naroda s karakteristikama narodnog ustanka.
Značajke nemira u stubičkom kotaru bile su:
- napadi na podmitljivo činovništvo, odbornike i inteligenciju (i uništavanje njihove imovine, uz pljenidbu ili ispuštanje vina)[7][8][9][10] i to samo one za koje su držali da su mađaroni, " da stoje uz vladu, koji su korteširali u posljednjim izborima za službene, najčešće nametnuta kandidate ili su im se zamjerili kao nasilnici, birokrati, lihvari, porezni ovrhovoditelji ili korupcionaši"[11]
- zatim iznuđivanje izjava od istaknutih osoba kojima potpisuju da su »pravi Hrvati«, a ne Mađari (morali su sastaviti pismo u kojem priznaje "da je Hrvat i da će uvijek samo na dobrobit Hrvatske raditi")[7][8][9][10]
- zbacivanje, razbijanje i gaženje grbova s trafika (i ureda)[7][8][9][10]
- uništavanje novih mjera i utega te kidanje svih naredaba po uredu za koje se vjerovalo da su mađarske; tražili su vraćanje starih mjera za koje su vjerovali da su hrvatske; korijeni ovome su i trgovačka varanja pri preračunavanju sa starih na nove mjere[7][8][9][10]

Seljaci kad su otimali stvari, nisu krali iz obijesti niti iz koristoljublja, nego iz prosvjeda.
Jutra 26. kolovoza seljaci su u Bistrici nakon rane mise zbacili grb s općinskog ureda, demolirali zgradu i isprebijali načelnika i posebno bilježnika. Situacija se u Hrvatskoj po pitanju odnosa k mađarskim vlastima otimala nadzoru te su vlasti poslale vojsku na narod. Oružnici su pucali na pobunjene seljake u Bistrici predvečer 26. kolovoza i prolila se krv. Sutradan su došle tri satnije vojništva i državni nadodvjetnik iz Zagreba. Kolovođe nemira su pohvatane, a kvarna općinska uprava koja je izazvala seljaštvo suspendirana. 27. kolovoza su se u Gornjoj Stubici seljaci okupili oko Gupčeve lipe i crkve u Gornjoj Stubici. Pristizali su tamo bučni seljaci iz okolnih sela i zaselaka, a sve veća buka i vika prestrašila je činovnike, trgovce, plemstvo i mjesnu inteligenciju zbog čega su se neki skrili ili pobjegli (u kukuruzište i drugamo). Bijesni je narod navalio na školu, porazbijao prozore, istukao učitelja, župnika, a obojica i još s njima i bilježnik i pisar moradoše potpisati, da su Hrvati, a ne mađaroni. Pristizale su vlastima vijesti s terena da se stvari ne će smiriti, nego da će se dići Stubičani i ine općine, pa su vlasti posegnuli za izvanrednim mjerama, jer se bližio sajamski dan u Zlataru. Zlatarski podžupan Adalbert Chlup bio je u panici. Već drugog dana za vladina povjerenika (komesara) za Zagorje imenovan je varaždinski veliki župan Ognjeslav Utješenović Ostrožinski. Dali su mu velika velika ovlaštenja i priskrbili potrebnu vojničku silu (i konjaništvo) za ugušiti nemire još u začetku, jer su opravdano pretpostavljali da će otrgnuli se nadzoru, proširit Zagorjem poput bujice; seljaci su najavljivali da će krenuti u akciju čim vojska otiđe. Treći dan situacija se nešto primirila, ali ne u potpunosti. Utješenović je postupio smišljeno i energično te je s jedne strane ugušio nemire kod seljaka, a s druge mnoge općinske činovnike odstranio iz službe, premjestio ili dao protiv njih pokrenuti istražni postupak. Bilo je mnogo žrtava te je opet nakon srpanjskih žrtava 1845. pacificiranje Hrvatske sprovedeno uz ljudske žrtve. Nije bilo mnogo mrtvih ni ranjenih, ali, kazne su bile rigorozne jer je vlast ocijenila nemire kao opasne za odnose. U gušenju nemira u stubičkom kraju angažirani su i mađarski husari što je dodatno potpalilo strasti, a da bude još gore, husari su nedolično postupali s uhićenim seljacima zbog čega su nastajali novi prosvjedi.
Istaknutiji pobunjenici bili su iz Huma, Repić-sela, Brezja, Samaca, Dubovca, Sv. Mateja i Šagudovca. Kolovođe su osuđeni na godinu stroge tamnice zbog "pobune, smetanja javnog reda i mira, nasilja, uništavanja kraljevih slika, trganja grbova, uništavanja vaga itd.", dvadeset seljaka na 4-10 mjeseci tamnice, a ostali na manje kazne.
U Zagorju i Prigorju pobunili su se hrvatski seljaci, a u bivšoj Banskoj krajini uglavnom su se pobunili pravoslavni seljaci, bivši krajišnici te nekadašnji kmetovi Hrvati. Trajalo je osam dana, od 8. do 16. rujna. 8. rujna digli su se u ondašnjem petrinjskom, glinskom, kostajničkom i dvorskom kotaru. Obilježja su bune bila vrlo slična: na tisuće seljaka s oružjem u rukama zahtijevalo je "stare pravice" (stare povlastice), tražilo je mađarske zastave i grbove, gonilo općinske činovnike, pandure i oružnike, suprotstavljalo se i vojsci, protivilo se novim nametima. Banovinska buna bila je motiv pripovijetke Đorđa A. Petrovića Buna u banovini u Klasniću godine 1883.

## Karakteristike pokreta
Pokret iz 1883. bio je znatno manjih razmjera od pokreta iz pokreta 1903. Prvo su bili prosvjedni skupovi a potom su omraženi dvojezični natpisi silom uklonjeni i razbijeni. Zbivanja u Zagrebu potaknuli su i ostale hrvatske gradove u akciju uklanjanja dvojezičnih grbova. Pokret je bio svenarodni, protumađarski i zahvaćao je gotovo sve slojeve građanskog ali i seoskog pučanstva. Mađarsku je prijašnjih mjeseci potresala antižidovska histerija, konkretno sudski proces u Nyiregyházi (od 19. lipnja do 3. kolovoza) povodom slučaja u Tisza-Eszláru gdje su Židovi oklevetani da su namamili u sinagogu mađarsku djevojčicu Eszteru i obredno ju ubili. Pokušaji uvoženja antižidovskog raspoloženja u Hrvatsku nisu uspjeli, a i ono rijetko slučaja ispada što su se dogodili, utjecaj su pogroma Židova u Ugarskoj.
Seljački su nemiri u stubičkom kraju utjecali na seljačke nemire u ostalim kotarima u Zagorju i ostatku Hrvatske. 
Demonstracije su općenito polučile kratkotrajni uspjeh, u smislu homogenizacije hrvatskog naroda te da je barem omraženi mađarski ravnatelj financijskog ureda za Hrvatsku i Slavoniju Antal Dávid morao nakon četiri godine odstupiti te kvarno činovništvo po selima sankcionirano. Potiho je Dávid napustio Zagreb krajem mjeseca kolovoza, a zbog ovih su nemira morali odstupiti ban unionist i podban. Uskoro je uveden komesarijat, privremeno vraćene dvojezične table koje su uskoro zamijenjene "nijemima" bez ikojeg natpisa. Prosinca iste godine počelo je tridesetogodišnje mračno doba za Hrvatsku, samovoljna vlast omraženog bana Khuena Héderváryja koja je hrvatske sabornike razbjesnila do te mjere da su pribjegli nediplomatskim mjerama iskazivanja nezadovoljstva odnosno otvorenim fizičkim napadom na bana u sabornici.

## Daljnja literatura
- Dragutin Pavličević: Narodni pokret 1883. u Hrvatskoj, Sveučilišna naklada Liber, Zagreb, 1980.